# Грамматическая школа короля Эдуарда VI
Средняя школа короля Эдуарда VI (иногда сокращенно КЕВИГС) - средняя школа, расположенная в городе Лаут, графство Линкольншир, Англия.
Граммати́ческая шко́ла (англ. grammar school) — английское название основного типа средней школы Европы XVI–XIX веков. В этих школах преподавались латинский и древнегреческий языки, математика и ряд других наук. В Англии этот термин (лат. scolae grammaticales) появился к XIV веку на латыни, которой и обучали в этих школах. В других странах (в частности, в Германии, Российской империи) такие школы называли гимназиями, во Франции их называли лицеями

## История
Уже в 8 веке в Лауте было доступно школьное образование, но самое старое упоминание о школе содержится в отрывке Симона Де Люды, школьного учителя города, в 1276 году
Роспуск монастырей в 1548 году поставил под угрозу будущее образования в Лауте. Ведущие деятели местного сообщества обратились с петицией к королю Эдуарду VI с просьбой обеспечить будущее школы, и 21 сентября 1551 года школе был выделен участок земли и деньги, собранные королем на трех ярмарках. Управление школой осуществлял Фонд, который существует и по сей день. В 1564 году Елизавета I пожаловала поместье Лаут и некоторое дополнительное имущество для поддержки школы.
До 1964 года школа короля Эдуарда была школой для мальчиков. В 1903 году неподалёку в Вестгейт-Хаус на Вестгейт-стрит была открыта школа-интернат для девочек на 400 учениц, которая стала женской гимназией короля Эдуарда VI. Обе школы были объединены в 1965 году, когда ими управлял Комитет по образованию Совета округа Линдси. В период с 1968 по 1997 год школа предназначалась только для учеников 14-18 лет, причем большинство абитуриентов перевелись из 3 местных средних школ. Хотя в то время школа была выборочной для детей 14-16 лет, школа называлась "Школа короля Эдуарда VI" (иногда сокращенно "КЕВИС").
Воспитанники школы мужского пола жили в Лодже на Эдвард-стрит до 1971 года, затем в "Платанах" на Вестгейт, а позже в старом родильном доме на Кроутри-лейн рядом с главным зданием школы. Девушки останавливались в Мэссон-хаусе и Лайм-хаусах на Вестгейт.
В 2007 году школа попала в новости после того, как согласилась выплатить бывшему учителю 625 000 фунтов стерлингов - самый большой в истории пакет компенсаций учителям - после 3-летней борьбы профсоюза учителей NASUWT, после того, как он был навсегда искалечен электрическим током, вызванным неисправностью проводки в научной лаборатории.
Ранее школа фонда, управляемая Советом графства Линкольншир, средняя школа короля Эдуарда VI преобразована в академию в сентябре 2015 года. Однако школа продолжает координировать свои действия с Советом графства Линкольншир по вопросам приема.

## Приемная комиссия
Ученики сдают экзамен на 11 с лишним баллов, чтобы поступить в школу, и многие приезжают из близлежащих деревень-спутников.

## Известные бывшие ученики
- Преподобный Уильям Элси, епископ Калгурли с 1919-50 гг.
- Эдвард Джон Эйр (5 августа 1815 – 30 ноября 1901), исследователь Австралийского континента и губернатор Ямайки
- Эндрю Фолдс, член парламента от лейбористской партии в 1966-74 годах от Сметвика, а в 1974-97 годах от Уорли Ист
- Фредерик Флауэрс
- Сэр Джон Франклин, писатель и исследователь, посещавший ее с 1797 по 1800 год
- Преподобный Филд Флауэрс Гоу, епископ Мельбурна с 1887-1901
- Саймон Хэнсон, барабанщик группы Squeeze
- Том Худ, драматург
- Фрэнсис Хопвуд, 1-й барон Саутборо CMG CB
- Джонатан Хаттон, эколог, исполнительный директор Всемирного фонда дикой природы
- Кристофер Малтман, оперный певец
- Роберт Мейплтофт, магистр Пембрук-колледжа в 1664-77 годах, Кембридж
- Натан Маккри, музыкальный продюсер и композитор оригинальной музыки к игре Tomb Raider
- Филип Нортон, барон Нортон из Лаута, профессор государственного управления с 1986 года в Университете Халла
- Роуленд Паркер, историк
- Капитан Джон Смит, наемник и первый избранный президент Вирджинии, известный своими предполагаемыми отношениями с Покахонтас, посещал ее с 1592 по 1595 год
- Джордж Сторер, член парламента от консерваторов в 1874-85 годах от Южного Ноттингемшира
- Чарльз Хиткот Тэтем, (1772-1842) архитектор
- Альфред, лорд Теннисон, поэт, посещавший его с 1816 по 1820 год
- Подполковник Томас Уотсон VC

## Предыдущие директора
- Герберт Брэнстон Грей (1878-1880)
- Мунго Трэверс Парк (1880-1884)
- Уильям Уолтер Хопвуд (1885-1900)
- А.Х. Уоррелл (1900-1911)
- С.Р. Анвин (1911-1917)
- Э.А. Гардинер (1917-1941)
- Хедли Уорр (1941-1958)
- Дональд Уитни (1958-1981)
- Джон Хейден (1982-1992)
- Джеймс Уилдон (1992-2006?)
- Клэр Хьюитт (2006?-2008)
- Джеймс Ласселлс (2009–настоящее время)